# Rambo (regény)
A Rambo (eredeti cím: First Blood) 1972-ben megjelent, akcióthriller műfajú regény, melyet David Morrell írt. A regény magyarul először a Victoria Kft.-nél jelent meg Csordás Gábor fordításában, 1989-ben.
A regényt 1982-ben adaptálták filmvászonra, nagymértékben megváltoztatva a cselekményt és a végkifejletet. A címszereplő vietnámi háborús veteránt Sylvester Stallone alakította.

## Cselekmény
A könyv elején Rambót, a vietnámi veteránból lett csavargót a koreai háborús veterán Wilfred Teasle rendőrfőnök tartóztatja fel Kentuckyban, bajkeverőnek gondolva a gyanús külsejű fiatal férfit. Teasle kétszer is elviszi Rambót a város határáig és megtiltja neki a visszatérést, de Rambo hamarosan mindig felbukkan. A harmadik alkalommal Teasle végül letartóztatja és a rendőrőrsre viszi, ahol 35 nap börtönbüntetésre ítélik. Egy szűk cellában Rambo ismét átéli a hadifogságban átélt szörnyű háborús emlékeit. Amikor a rendőrök megkísérlik megborotválni és levágni a haját, a korábban elszenvedett kínzások miatt Rambo megtámadja fogvatartóit (egyiküket egy borotvapengével megölve) és meztelenül elmenekül egy lopott motorkerékpáron a környező hegyekbe. Az ezt követő embervadászatban számos rendőrrel és civillel végez, de súlyos sérüléseket is szerez.
Teasle a Rambo kiképzőit is oktató Sam Trautman ezredestől megtudja, hogy Rambo egy vietnámi elitalakulat tagja volt, aki mestere a rejtőzködésnek és a túlélésnek. Az Amerikai Egyesült Államokba történő visszatérése után Medal of Honorral kitüntetett férfi csavargó lett, nagyrészt az őt kínzó poszttraumás stressz zavar miatt. Rambo és üldözői között végső leszámolásra a városban kerül sor, ahol a súlyosan sérült Rambo több épületet és benzinkutat felrobbant. Teasle a férfiről szerzett tudását felhasználva meglepi a veteránt és mellkason lövi, de ő is halálos haslövést kap. A két haldokló ellenfelet ekkora már csak a büszkeség és tetteik helyességének igazolása hajtja. Rambo a rejtekhelyén öngyilkosságra készül egy dinamitrúddal, de Teasle-t meglátva úgy dönt, tisztességesebb lenne folytatnia a harcot és golyó általi halált halnia.
Rambo vaktában rálő ellenfelére és el is találja. Ekkora azonban már túlságosan legyengült ahhoz, hogy meggyújthassa a dinamitot. Hirtelen mégis egy robbanást érez a fejében és elégedetten hal meg. Trautman, aki Teasle vadászpuskájával főbe lőtte egykori tanítványát, visszatér a haldokló rendőrfőnökhöz és közli vele az üldözött veterán halálhírét. Teasle egy pillanatra elérzékenyülve gondol Rambóra, majd ő is belehal sérüléseibe.

## Háttér és filmadaptáció
Rambo a nevét egy almafajtáról kapta. Részben egy második világháborús katonáról, Audie Murphyről mintázták, aki később filmszínész lett és Rambóhoz hasonlóan poszttraumás stressz zavarban szenvedett. A későbbi adaptációban Rambo keresztnevet is kapott, a When Johnny Comes Marching Home című híres amerikai polgárháborús dal után Johnnak nevezték el.
Morrell 1972-ben adta el a megfilmesítés jogát a Columbia Picturesnek, amely továbbadta azt a Warner Bros.-nak. Tíz éven át nem haladt előre a projekt, tucatnyi forgatókönyves vázlat készült el és olyan színészek neve merült fel lehetséges főszereplőként, mint Steve McQueen, Paul Newman, Clint Eastwood, Al Pacino, Robert De Niro, Nick Nolte, John Travolta vagy Dustin Hoffman.
Végül Vajna András és Mario Kassar szerezte meg a jogokat a film elkészítéséhez. Az 1982-ben bemutatott film főszerepét a Rocky és a Rocky II. miatt akkor már híres színésznek számító Sylvester Stallone kapta meg. Stallonénak – aki eleinte vonakodott a szerep elvállalásától – sikerült elérnie, hogy jelentős változtatásokat eszközöljenek a forgatókönyvön. A film végleges változatában Rambót szimpatikusabbá tették azáltal, hogy szándékosan nem öl meg senkit (ellentétben a könyvvel, ahol tucatnyi emberrel végez), továbbá a film végén életben is marad (bár leforgatták azt a jelenetet is, mely során meghal).
A film nagy sikert aratott és útnak indította a Rambo-sorozatot, mely az eredeti adaptációval együtt összesen öt filmből áll, mindegyikben Stallonéval a címszerepben.

## Fordítás
- Ez a szócikk részben vagy egészben  a   First Blood (novel) című angol Wikipédia-szócikk fordításán alapul.  Az eredeti cikk szerkesztőit annak laptörténete sorolja fel. Ez a jelzés csupán a megfogalmazás eredetét és a szerzői jogokat jelzi, nem szolgál a cikkben szereplő információk forrásmegjelöléseként.